# 윌리엄 퍼킨

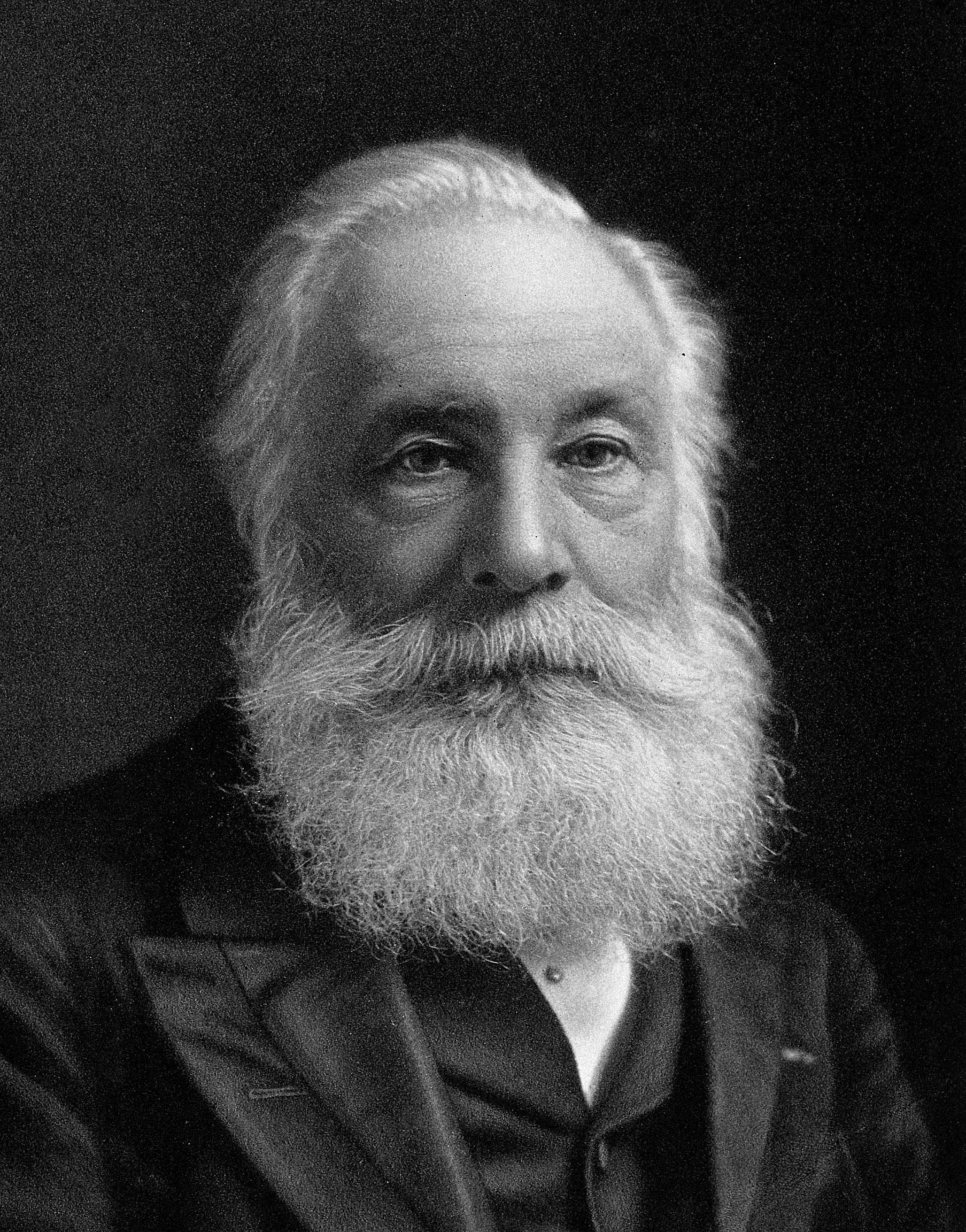
윌리엄 헨리 퍼킨(1906년)

윌리엄 헨리 퍼킨 경(Sir William Henry Perkin, FRS, 1838년 3월 12일 ~ 1907년 7월 14일)은 영국의 유기화학자이다. 런던에서 태어났다. 18세 때 집에 실험실을 만들어 연구를 하고 아우구스트 빌헬름 폰 호프만의 제자가 되었다. 1856년 화학 실험을 하다가 우연히 보라의 색소를 발견했는데, 이 색소가 사람의 손으로 합성해서 만든 아닐린 염료이다.
그 후에 그는 런던 교외에 공장을 세우고 인조 염료 공업의 선구자가 되었다. 계속 연구를 하여 몇 개의 합성 염료를 더 만들어 내었으며, 공장에서 은퇴해서도 화학 연구를 계속하여 향료도 만들었다.

## 서훈
- 1906년 기사작위(Knight Bachelor) 서임